# Rusaba
Rusaba è una circoscrizione rurale (rural ward) della Tanzania situata nel distretto di Buhigwe, regione di Kigoma. Conta una popolazione di 20 997 abitanti (censimento 2012).